# 尼馬哈鎮區 (內布拉斯加州蓋奇縣)
尼馬哈鎮區（英語：Nemaha Township）是位於美國內布拉斯加州蓋奇縣的一個行政鎮區。

## 地方資料
尼馬哈鎮區的面積為93.06平方千米，當中陸地面積為92.65平方千米，而水域面積為0.41平方千米。根據2020年美國人口普查的數據，當地共有人口366人，而人口密度為每平方千米3.93人。